# Louis Lewandowski
Louis Lewandowski   (Września, 3 d'abril de 1821 - Berlín, 4 de febrer de 1894) va ser un compositor jueu polonès-alemany de música sinagògica.
Va contribuir molt a la litúrgia del servei de la sinagoga. Les seves obres més famoses es van compondre durant el seu mandat com a director musical a la "Neue Synagoge" de Berlín i les seves melodies formen una part substancial dels serveis de la sinagoga arreu del món.

## Biografia
Lewandowski va néixer a Wreschen, Gran Ducat de Posen, Prússia (actual Września a Polònia). El nom de Lewandowski deriva del topònim Lewandów, derivat de la paraula polonesa antiga lewanda - "lavanda" (lawenda en polonès modern).
Als dotze anys va anar a Berlín a estudiar piano i veu i es va convertir en soprano solista a la sinagoga. Després va estudiar durant tres anys amb A.B. Marx i va assistir a l'escola de composició de l'Acadèmia de Berlín. Allà els seus professors eren Rungenhagen i Grell. Lewandowski va ser el primer jueu admès a l'escola a petició de Felix Mendelssohn. Després de graduar-se amb alts honors, va ser nomenat el 1840 mestre de cor de la sinagoga de Berlín. En aquest càrrec, va prestar serveis inestimables en el desenvolupament de la música per al ritual de la sinagoga.
El 1866 va rebre el títol de "director musical reial". Poc després va ser nomenat mestre de cor a la "Neue Synagoge", Berlín, per a la qual va compondre tot el servei musical. La Sinagoga Neue era el que llavors s'hauria anomenat una sinagoga conservadora i el que ara es consideraria progressista. Els seus arranjaments de melodies hebrees antigues per a cor, cantor i orgue es consideren produccions magistrals, caracteritzades per una gran senzillesa i un profund sentiment religiós. Molts dels alumnes de Lewandowski es van convertir en destacats cantors. Lewandowski va ser el principal fundador de l'Institut per a músics vells i indigents, una institució que va prosperar sota la seva gestió.
Lewandowski va morir a Berlín el 1894. Ell i la seva dona Helene estan enterrats al cementiri de Weißensee. A la seva làpida està inscrit: "Liebe macht das Lied unsterblich!" (L'amor fa immortal la melodia!) Una filla, Martha (1860-1942), va morir a Terezin, el camp de concentració nazi, el 1942, als 82 anys.

## Contribució a la música litúrgica jueva
Les principals obres de Lewandowski inclouen: "Kol Rinnah u-Tefillah", per a cantor; "Todah ve-Zimrah", per a cor mixt, sol i orgue; 40 salms, per a sol, cor i orgue; simfonies, obertures, cantates i cançons. Durant la vida de Lewandowski, la qüestió de si un orgue havia de formar part d'un servei de sinagoga va ser una de les principals controvèrsies. Lewandowski defensava el cant comunitari i l'orgue era essencial per facilitar-ho. Finalment, els orgues es van fer habituals a les sinagogues de tot Europa, d'aquí la popularitat de "Todah ve-Zimrah". L'escriptura de Lewandowski és bastant única, ja que incorpora l'estricta harmonia de quatre parts de la música eclesiàstica amb antigues melodies modals cantorals.

## Lewandowski's Music Today
Avui la música de Lewandowski forma part central del servei de la sinagoga a les comunitats reformistes, liberals, conservadores i ortodoxes. Es canta arreu del món des d'Europa a Austràlia i Amèrica fins a Sud-àfrica. La majoria de les sinagogues ortodoxes de tot el món s'abstenen d'un cor mixt o de música instrumental, de manera que gran part d'aquesta música s'ha organitzat per a un cor masculí capella. Fins i tot en comunitats sense cors es poden escoltar les melodies de Lewandowski cantades pel cantor o bé a l'uníson comunitari.
Durant les darreres dècades s'ha intentat celebrar la música de Lewandowski. El "Zemel Choir" de Londres va llançar un àlbum de les obres de Lewandowski segons la seva configuració original titulat "Louis Lewandowski - Choral and Cantorial Works". El 2011 a Berlín es va iniciar un festival anual de cors internacionals sota els auspicis de l'alcalde, anomenat "Louis Lewandowski Festival". "The Synagogal Ensemble Berlin", el cor resident a la sinagoga "Pestalozzistraße" de Berlín presenta el Shabbat de Lewandowski serveis complets tots els divendres a la nit i dissabtes al matí. El "Lewandowski Chorale, Johannesburg" és un cor mixt aconfessional centrat en apropar la música de Lewandowski a un públic més ampli. La "Society for Classical Reform Judaism" (EUA), la veu internacional de la defensa de la preservació i renovació del culte històric i de les tradicions musicals del Moviment Reformista, promou activament el repertori Lewandowski per a ús litúrgic contemporani. A més de la producció d'enregistraments en CD d'aquesta música, la Societat ha donat suport a l'ús renovat de la tradició Lewandowski a l'"Hebre Union College-Jewish Institute of Religion", a les seves sinagogues del campus de Cincinnati, Los Angeles i particularment a Jerusalem, on el servei de culte a la reforma clàssica i els concerts s'han convertit en un esdeveniment anual important. El SCRJ també dona suport a l'ús d'aquestes composicions, amb acompanyament instrumental i coral, en congregacions de tot els Estats Units, així com a Jerusalem i Varsòvia. El 2020, "Deutsche Grammophon Records" va publicar l'enregistrament de l'estrena mundial dels seus "Divuit salms litúrgics", enregistrat pel cor de la ràdio hongaresa i els solistes, amb orgue.